# Wolfgang Caspar Printz
Wolfgang Caspar Printz (Waldthurn, 1641-Żary, 1717) fue un músico y teólogo alemán.

## Biografía
Nació en Waldthurn (Baviera) en 1641. Después de hacer estudios musicales, siguió los cursos de Teología de la Universidad de Altdorf y luego quiso predicar el protestantismo en el Palatinado, por lo que fue detenido y puesto en libertad con la promesa de no volver a ocuparse en materias religiosas.
Entró como tenor en la capilla electoral del Palatinado, pero una nueva controversia religiosa lo obligó a abandonar el cargo y marchar a Italia. Al pasar por Mantua cayó enfermo y luego regresó a Alemania. Sucesivamente fue maestro de capilla del conde Erdmann II de Promnitz en Sorau, actual Żary (Polonia), cantor en Triebel y, desde 1665 hasta su muerte en 1717, primer cantor y luego maestro de capilla de Sorau.

## Obra
Escribió varias obras didácticas como Kurtzer Bericht Wie man einen jungen Knaben auf das leichteste nach ietziger Manier könne singen lehren (1666), Compendium musicae... ad... Oden... componeadam (1668), Phrynis Mytilenaens oder Satirischer Komponist (1676-1677), Musica modulatoria vocalis (1678), Exercitationes musicae theoretico-practicae de consonantiis singulis (1687-1689) y Historische Beschreibung der edlen Sing nud Klingkunst (1690). Se le atribuyen, además, las novelas musicales, firmadas con pseudónimo, Musicus magnanimus (1691), Musicus curiosus (1691) y Musicus vexatus (1690). Casi toda su obra musical se ha perdido.